# لاله‌زار (شماخی)
لاله‌زار (به لاتین: Laləzar) یک منطقه مسکونی در جمهوری آذربایجان است که در شهرستان شماخی واقع شده است.